# Sid L'Mokhtar
Sid L'Mokhtar  (in arabo سيدي المختار‎?) è un centro abitato e comune rurale del Marocco situato nella provincia di Chichaoua, regione di Marrakech-Safi. Conta una popolazione di 22 714 abitanti (censimento 2014).